# Hermann Ebbinghaus
Hermann Ebbinghaus (24. ledna 1850, Barmen, dnes Wuppertal – 26. února 1909, Halle) byl německý filosof a psycholog, patřící mezi průkopníky ve výzkumu paměti. Byl otcem novokantovského filosofa Julia Ebbinghause a dědem germanisty Ernsta Albrechta Ebbinghause.

## Kariéra
Narodil se v rodině luteránských obchodníků v Barmenu, obci, která je dnes součástí města Wuppertal. Studium fiolosofie započal v Bonnu, později studoval též v Berlíně a v Halle. Doktorát z filosofie získal roku 1873 na univerzitě v Bonnu.
Ebbinghaus v letech 1873–1880 vyučoval ve Francii a Velké Británii. Roku 1878 ale byl pozván do Berlína, aby učil pruského prince Waldemara. Ten však v následujícím roce zemřel na záškrt a Ebbinghaus se rozhodl získat soukromou docenturu filosofie. V ní využil výsledků paměťových experimentů, ve kterých započal již na pruském dvoře, aby lépe poznal vlastní paměť.
V letech 1880–94 Ebbinghaus působil na berlínské univerzitě, přičemž roku 1890 byl spoluzakladatelem a editorem časopisu Zeitschrift für Psychologie und Physiologie der Sinnesorgane. V letech 1894–1905 vykonával profesuru na univerzitě ve Vratislavi a v letech 1905–1909 byl profesorem na univerzitě v Halle, kde roku 1909 zemřel.

## Výzkum paměti

Křivka zapomínání vyjadřuje vztah mezi časem a množstvím zapomenutých informací

Ebbinghaus nejprve vytvořil soubor 2300 nesmyslných slabik, zapsaných na kartičkách, ve kterých byla vždy samohláska vložena mezi dvě souhlásky. Vždy si vzal určitý počet kartiček, zapsal si jejich znění do sešitu a celou řadu slabik se naučil nazpaměť. Poté zaznamenal, jak dlouho mu učení trvalo, a za nějaký čas obvykle celý pokus s totožnou řadou zopakoval. Tuto metodu Ebbinghaus použil ke kvantifikaci paměti.
Vytvořil tak Ebbinghausovu křivku zapomínání, která ilustruje zjištění, že nejvíce zapomínáme několik hodin po naučení se dané informace. Jeho další zjištění nazýváme Ebbinghausův zákon. Týká se rozsahu verbálního učení: Počet opakování nestoupá úměrně množství látky, ale nepoměrně rychleji. Zjistil rovněž, že kapacita krátkodobé paměti je 7 prvků, protože soubor do sedmi slabik se byl schopen naučit na jedno opakování (viz Millerovo magické číslo).
V roce 1885 Ebbinghaus svůj výzkum paměti publikoval v knize Über das Gedächtnis: Untersuchungen zur experimentellen Psychologie, po jejímž vydání se rozběhlo mnoho dalších výzkumů věnovaných tomuto tématu.

## Dílo
- Über das Gedächtnis: Untersuchungen zur experimentellen Psychologie (1885)